# Angerio Filangieri
Angerio Filangieri di Candida Gonzaga (Napoli, 31 luglio 1925 – Napoli, 25 maggio 2012) è stato un economista italiano.
Conte e nobile, discendente dei Filangieri, storica famiglia gentilizia napoletana di antichissima nobiltà del Regno delle due Sicilie, fu figlio unico del conte Riccardo e della nobile Eleonora de Clario di Finocchito (Napoli 10 gennaio 1898 - Napoli, 29 novembre 1988), Dama d’Onore e Devozione del Sovrano Militare Ordine di Malta e Dama di Gran Croce di Giustizia dell’Ordine Costantiniano di San Giorgio.

## Biografia
Fin dalla giovinezza indirizzò i suoi interessi verso la statistica, la demografia e l'economia del paesaggio, allo studio dei quali si dedicò con passione, integrandoli con gli studi storici e storico-artistici. L'interazione di queste molteplici aree culturali ne fece uno studioso di tipo interdisciplinare, all'incrocio tra temi di ricerca legati alla geografia economica del comparto rurale e a quelli legati all'architettura e all'urbanistica.
Fu allievo e poi amico di Manlio Rossi-Doria e divenne ordinario di Pianificazione Agricola ed Organizzazione del Territorio alla Facoltà di Agraria di Portici.
Nel corso della sua carriera accademica si dedicò principalmente allo studio dei problemi di assetto del territorio, di analisi economica dell'intervento pubblico, di conservazione delle risorse naturali e di inventariazione e protezione dei beni culturali, tanto da far parte in qualità di esperto di numerose commissioni regionali, nazionali ed internazionali, nelle quali, oltre alle sue conoscenze specifiche, portò la sua passione per la salvaguardia dell'ambiente e del paesaggio come bene culturale complesso.
Tra il 1969 ed il 1977 fu delegato per l'Italia nei gruppi di studio della CEE in qualità di esperto per l’attività “Situazione ed evoluzione strutturale e socio-economica nelle diverse regioni della Comunità" e dell'OECD.
Nel 1973 fece parte della Commissione per i beni culturali e naturali presso l’Assessorato per la Pubblica Istruzione della Regione Campania. La Commissione deliberò che i piani regolatori dei Comuni costieri della Campania dovessero passare per questo organismo prima di essere approvati.
Nel 1977 partecipò insieme a Luigi Piccinato, Roberto Pane e altri alla redazione del Piano paesistico della Penisola sorrentino-amalfitana, contribuendo alle norme con le quali si tentò di arginare le pressioni speculative presenti in modo specifico sulla fascia costiera.
Nel 1994 elaborò alcune proposte di legge regionale per arrivare ad un Piano Quadro per la protezione del paesaggio rurale della Campania, finalizzate alla salvaguardia del paesaggio rurale messo a dura prova in seguito all'abbandono delle campagne e alla forte aggressione della speculazione edilizia.
La vocazione archivistica abbinata agli studi ed agli interessi paesaggistici lo spinsero a cominciare fin dal 1969 una raccolta di documenti relativi agli ambienti naturali, agli edifici d'interesse storico artistico e alle opere d'arte, svolta attraverso una minuziosa schedatura e la catalogazione di migliaia di fotografie. Quest'opera proseguì ininterrotta per oltre trenta anni e si concretizzò in una vastissima raccolta: l'Inventario dei beni storico-artistici e naturali della Campania. Nelle intenzioni del Filangieri una tale raccolta avrebbe dovuto confluire in un Centro di documentazione della Regione Campania dedicato esclusivamente alla consistenza del patrimonio dei suoi beni culturali, con lo scopo di contribuire ad arrestare il loro continuo processo di erosione e di degrado grazie ad una preventiva conoscenza iconografica, topografica e descrittiva. In alcuni casi, questa documentazione divenne testimonianza pressoché unica di luoghi successivamente compromessi o scomparsi, in particolare dopo il sisma del 1980.
Dopo la chiusura nel 2012 del “Centro per la formazione in economia e politica dello sviluppo rurale”, l'enorme archivio lasciato dal Filangieri composto da oltre 50 000 oggetti (foto, carte, libri, documenti) è oggi conservato presso il Centro Museale “Musei delle Scienze Agrarie – MUSA” dell'Università degli Studi di Napoli Federico II e, grazie ad un progetto della Unione europea, parte della collezione è stata pubblicata su una piattaforma web che consente di memorizzare, condividere e geo-referenziare le foto e che può essere aperta all'interazione con i cittadini.

## Opere
- Contributo alla conoscenza dell'agricoltura dei paesi della Comunità Europea. 2: Le strutture produttive, Roma, Istituto poligrafico dello Stato, 1961, SBN SBL0000015.
- Piano di massima per lo sviluppo del comprensorio turistico della penisola sorrentina. Parte economico-territoriale : relazione, allegati di relazione, Portici, Italia nostra, 1965, SBN RML0390683.
- Elementi per un programma di parchi nazionali, in Urbanistica, vol. 44, Roma, Istituto Nazionale di Urbanistica, 1965,  pp. 89-100, ISSN 0042-1022 (WC · ACNP).
- La riconversione agricola nei territori appenninici, in Nord e Sud, Roma, Istituto Nazionale di Urbanistica, marzo 1966, ISSN 0029-1188 (WC · ACNP).
- Economia e diritto : commento all'art.1639 del Codice Civile, in Genio rurale, vol. 32, n. 6, Bologna, Edagricole, giugno 1969,  pp. 427-429, ISSN 0016-6863 (WC · ACNP).
- con la collaborazione di Giuseppe Metto (a cura di), L'analisi beneficio-costo nella valutazione della convenienza di uno schema irriguo, Portici, Centro di specializzazione e ricerche economico-agrarie per il mezzogiorno, 1970, SBN MIL0179444.
- L'abside di S. Biagio extra moenia, a Sasso, in Napoli nobilissima : rivista di topografia ed arte napoletana, vol. 13, Napoli, L'arte tipografica, 1974,  pp. 107-110, ISSN 0027-7835 (WC · ACNP).
- La Campania interna : squilibri territoriali e direzioni d'intervento, Milano, Franco Angeli, 1975, SBN TO00127726.
- La determinazione dei parametri nella valutazione degli investimenti pubblici, in Rivista di economia agraria, vol. 25, n. 2-3, Società Italiana di Economia Agraria, 1979,  pp. 185-197, ISSN 0035-6190 (WC · ACNP).
- Contributo ad una classificazione delle risorse, dei settori e dei vantaggi nei progetti idrici a fini multipli, in *Annali della Facoltà di scienze agrarie della Università degli studi di Napoli Portici (ex R. Istituto superiore agrario di Portici), serie 4, vol. 13, Università degli studi di Napoli, Facoltà di Scienze agrarie, 1979,  pp. 12-38, ISSN 0365-799X (WC · ACNP).
- Le risorse naturali : 1. nota : alcuni caratteri e la loro dinamica, in *Annali della Facoltà di scienze agrarie della Università degli studi di Napoli Portici (ex R. Istituto superiore agrario di Portici), serie 4, vol. 13, Università degli studi di Napoli, Facoltà di Scienze agrarie, 1979,  pp. 191-203, ISSN 0365-799X (WC · ACNP).
- Territorio e popolazione nell'Italia Meridionale: evoluzione storica, Milano, Franco Angeli, 1979, ISBN 88-204-1660-3, SBN SBL0334095.
- Formazione e controllo delle "rendite" nella politica del territorio, in *Annali della Facoltà di scienze agrarie della Università degli studi di Napoli Portici (ex R. Istituto superiore agrario di Portici), serie 4, vol. 13, Università degli studi di Napoli, Facoltà di Scienze agrarie, 1979,  pp. 220-232, ISSN 0365-799X (WC · ACNP).
- L'inventario dei beni storico-artistici e naturali della Campania : obiettivi, criteri ed istruzioni per i rilevatori, Portici, Centro di specializzazione e ricerche economico-agrarie per il Mezzogiorno, 1984, SBN CAM0018324.
- (con Giulio Pane), Capua : architettura e arte : catalogo delle opere, Capua, Capuanova, 1994, SBN NAP0250327.
- La protezione del paesaggio in Campania : proposte per un piano quadro, Portici, Università di Napoli "Federico II. Dipartimento di economia e politica agraria, 1994, SBN PUV0525184.
- Potere d'acquisto della moneta e tassi di scambio fra prodotti al tempo di Carlo I d'Angiò, in Atti della Accademia Pontaniana, N.S. XLVII, Napoli, Giannini, 1998,  pp. 167-195, ISSN 1121-9238 (WC · ACNP).
- Diritti sui beni culturali: limiti di appartenenza all’area pubblica o privata, in Napoli nobilissima : rivista di topografia ed arte napoletana, 5. serie, vol. 4, n. 1/2, Napoli, L'arte tipografica, 2003,  pp. 70-77, ISSN 0027-7835 (WC · ACNP).